# Matthijs Vellenga
Matthijs Vellenga (Grijpskerk, 29 oktober 1977) is een Nederlandse roeier. Hij is (ere)lid van de Amsterdamse studentenroeivereniging Skøll. Hij vertegenwoordigde Nederland driemaal op de Olympische Spelen.
In 2004 bereikte hij het hoogtepunt van zijn sportcarrière met het winnen van de zilveren medaille op de Olympische Spelen van 2004 in Athene als lid van de acht met stuurman.
Vanaf 2005 maakte hij deel uit van de nationale vier zonder stuurman met Jan-Willem Gabriëls, Geert Cirkel en Gijs Vermeulen. Dat jaar behaalde met deze ploeg een zilveren medaille op het WK roeien te Gifu, Japan. Zowel in 2006 (in Eton) als in 2007 (in München) wist de ploeg brons te veroveren tijdens de wereldkampioenschappen. Op 15 juli 2007 wisten zij tijdens de derde World Cup in Luzern een gouden medaille te behalen; op de World Cups in Amsterdam en Linz werd de ploeg tweede. De boot kwalificeerde zich ook voor de Olympische Spelen in Peking in 2008, maar wist daar niet de finale te halen en eindigde als achtste.
In 2012 kwalificeerde hij zich met de acht voor de Spelen van Londen. Met die ploeg werd hij uiteindelijk vijfde, op 0,53s van het brons.
In het dagelijks leven is hij werkzaam als businessanalist.

## Titels
- Nederlands kampioen acht met stuurman - 2004, 2011, 2012
- Nederlands kampioen vier zonder stuurman - 2002, 2007, 2008
- Nederlands kampioen vier met stuurman - 2001
- Nederlands kampioen dubbel twee - 2003
- Nederlands kampioen indoorroeien - 2001

## Palmares
2001
- 4e Wereldbeker München (vier met stuurman)

2002
- 10e Wereldbeker München (dubbel twee)
- 5e WK Sevilla (vier zonder stuurman)

2003
- 4e Wereldbeker Milaan (dubbel twee)
- 12e Wereldbeker Luzern (dubbel twee)
- 19e WK Milaan (dubbel twee)

2004
- Wereldbeker München (acht met stuurman)
- 1e Grand Challenge Cup, Henley Royal Regatta
- 1e Olympisch kwalificatietoernooi
- Olympische Spelen Athene (acht met stuurman)

2005
- Wereldbeker Luzern (vier zonder stuurman)
- WK Gifu (vier zonder stuurman)

2006
- Wereldbeker München (vier zonder stuurman)
- 1e Stewards Cup, Henley Royal Regatta
- Wereldbeker Luzern (vier zonder stuurman)
- WK Eton (vier zonder stuurman)

2007
- Wereldbeker Linz (vier zonder stuurman)
- Wereldbeker Amsterdam (vier zonder stuurman)
- Wereldbeker Luzern (vier zonder stuurman)
- 1e Worldcup Klassement (vier zonder stuurman)
- WK München (vier zonder stuurman)

2008
- Wereldbeker Poznan (vier zonder stuurman)
- Wereldbeker Luzern (vier zonder stuurman)
- 1e Worldcup Klassement (vier zonder stuurman)

2011
- Wereldbeker Luzern (acht met stuurman)

2012
- Wereldbeker Belgrado (acht met stuurman)

Michiel Bartman · 
Geert-Jan Derksen · 
Gerritjan Eggenkamp · 
Jan-Willem Gabriëls · 
Daniël Mensch · 
Diederik Simon · 
Matthijs Vellenga · 
Gijs Vermeulen · 
Chun Wei Cheung (stuurman)
Geert Cirkel · 
Matthijs Vellenga · 
Jan-Willem Gabriëls · 
Gijs Vermeulen
Rogier Blink · 
Roel Braas · 
Sjoerd Hamburger · 
Jozef Klaassen · 
Olivier Siegelaar · 
Diederik Simon · 
Mitchel Steenman · 
Matthijs Vellenga · 
Peter Wiersum (stuurman)